# Бартолинова жлеза
Бартолиновите жлези, още големи преддверни жлези (на латински: glandula vestibularis major), са разположени от двете страни на хода на влагалището.
Те са сферични телца с големина на грахово зърно. Повърхността им е отцилибдричен епител. Изходните им канали са дължина 1,25 до 2 см и се отварят на вътрешната повърхност на малките лабии, в долната им трета в близост до хименалния пръстен. Функцията им е свързана с отделяния от тях секрет, който овлажнява влагалищната стена и спомага за нормалното протичане на половия акт.
Бартолиновите жлези понякога се запушват и в тях се събира течност. Така се образуват бартолинови кисти, които най-често преминават сами и без симптоми.
Понякога кистите се възпаляват и в тях се събира гной. Появява се болка и дискомфорт по време на секс. Лекарите в този случай говорят за бартолинов абсцес или бартолинит. Заболяването е общо взето безобидно и лесно лечимо. Възможно е да се наложи хирургическа намеса за източване на запушената жлеза.